# Red Tory
Een Red Tory (Nederlands: Rode Tory of rode conservatief) is in Canada een aanhanger of lid van de Conservatieve Partij van Canada die voorstander is van een gematigde vorm van economisch liberalisme gecombineerd met een progressieve insteek op het gebied van sociale zekerheid en wetgeving. Red Tories zijn gematigd en behoren tot het politieke midden.
Het gedachtegoed van de Red Tories gaat terug op het One-nation conservatism van Benjamin Disraeli en vergelijkbare denkers in het Verenigd Koninkrijk. Red Tories gaan uit van het principe noblesse oblige ("adel verplicht") en zien het als de taak van de rijke burgerij en de middenklasse om de voorzien in de noden van de minderbedeelden. Veel kan in hun ogen bereikt worden door particuliere initiatieven, maar soms is sociale wetgeving nodig. De Red Tories zijn in Canada goeddeels verantwoordelijk voor de opbouw van de verzorgingsstaat.
De Red Tories vormden lange tijd de meerderheid binnen de Progressief-Conservatieve Partij van Canada, maar sinds de jaren zestig van de vorige eeuw kregen zijn steeds meer concurrentie van de Blue Tories die voorstander zijn van economisch liberalisme en een sociaal conservatieve agenda bepleitten. Vanaf de jaren tachtig, onder invloed van Ronald Reagan en Margaret Thatcher krijgen de Blue Tories de overhand binnen de Progressief-Conservatieve Partij. Begin jaren negentig belandden de Progressief-Conservatieven in de oppositie. De Blue Tories drongen aan op samenwerking met rechtse partijen, zoals de Canadese Alliantie - en haar voorganger de Hervormingspartij van Canada -, die de Progressief-Conservatieven had vervangen als de grootste oppositiepartij. In 2003 fuseerden de Canadese Alliantie en de Progressief-Conservatieve Partij tot de Conservatieve Partij van Canada met Stephen Harper, afkomstig uit de Alliantie, als partijleider. Een aantal Red Tories verzette zich tegen de fusie en vormden de Hervormingspartij van Canada of sloten zich aan bij de Liberale Partij van Canada. Sinds de fusie neemt de invloed van de Red Tories binnen de Conservatieve Partij op landelijk niveau sterk af. In een aantal provincies aan de Canadese oostkust (Atlantic Canada) blijft de invloed van de Red Tories echter merkbaar.
Red Tories die naast progressieve standpunten op sociaal economisch vlak innemen, maar ook op sociaal ethisch vlak worden wel aangeduid met de term Pink Tory.
De meeste Canadese premiers die behoorden tot de Progressief-Conservatieve Partij waren Red Tories: John A. MacDonald, John Diefenbaker, Joe Clark en Peter Lougheed worden gerekend tot de Red Tories.

## Verhouding Canadees conservatisme tot het Amerikaanse conservatisme
Het grote verschil tussen het Canadese en Amerikaanse conservatisme heeft te maken met de historische achtergrond: het (neo)conservatisme (Old Right) in de Verenigde Staten van Amerika komt voort uit het Verlichtingsdenken waarin het individu centraal staat. Zaken als zelfredzaamheid, individuele vrijheid en weinig overheidsbemoeienis zijn kenmerken van het Amerikaanse conservatisme. (Door het ontbreken van een echte aristocratie in de VS neemt het gelijkheidsbeginsel binnen het Amerikaanse conservatisme een grotere rol in.) Het Canadese conservatisme is echter grotendeels afhankelijk van het (klassieke) Britse conservatisme waarin het gemeenschapsdenken centraal staat. Men denkt sterk organisch en hiërarchisch: de rijke heeft als taak de arme van een fatsoenlijk bestaansminimum te voorzien. Zelfredzaamheid neemt hierin geen grote plaats in. Bepaalde aspecten van de verzorgingsstaat worden omarmd. Paternalisme dat dat zo kenmerkend is voor het Brits-Canadese conservatisme wordt door Amerikaanse conservatieven verworpen.
Het conservatisme van de Blue Tories heeft dan ook met het oorspronkelijke Canadese conservatisme van de Red Tories niets van doen, deze vorm van conservatisme is dan ook sterk beïnvloed door het Amerikaanse conservatisme, evenzeer als het conservatisme van Thatcher niet geworteld is in het Britse, maar Amerikaanse conservatisme en het klassiek liberalisme.

## Philip Blond
Het Red Toryism van de Britse filosoof Phillip Blond vertoont sterke overeenkomsten met het conservatisme van de Canadese Red Tories. Blond geldt als de drijvende kracht achter de Big Society ("Grote Gemeenschap") dat tijdens de eerste termijn van premier David Cameron grote opgang maakte. De Big Society moest een alternatief bieden voor zowel de verzorgingsstaat door een beroep te doen op de zelfredzaamheid van de gemeenschap (stichting van coöperaties, kredietbanken, ondersteuning sociale projecten, vrijwillige verzekeringen etc.).